# Gunnin' for Glory
Gunnin' for Glory è un album raccolta dei Nitro, uscito nel 1998 per l'Etichetta discografica M.A.C.E Music.
L'album contiene vecchie demo dei Nitro e alcune tracce della band di Michael Angelo Batio.

## Tracce

### Nitro
- 1. Freight Train (Angelo, Gillette)
- 2. Shot Heard 'Round the World (Angelo, Gillette)
- 3. Long Way From Home (Angelo, Gillette)
- 4. Prisoner of Paradise (Angelo, Gillette)

### Michael Angelo Band
- 5. Drivin' Me Crazy (Hearn, Angelo, Cordet)
- 6. Love Strikes Back (Angelo)
- 7. Victim of Circumstance(Angelo, Cordet)

### Nitro
- 8. Nasty Reputation (Angelo, Gillette)
- 9. Heaven's just a Heartbeat Away (Angelo, Gillette)
- 10. Gunnin' For Glory (Angelo, Gillette)

## Formazione

### Nitro
- Jim Gillette - voce
- Michael Angelo Batio - chitarra
- T.J Racer – basso
- Paul Cammarata – batteria
- Bobby Rock – batteria in “Freight Train”

### Michael Angelo Band
- Michael Cordet – voce
- Michael Angelo – chitarra, basso, cori
- Allen Hearn – basso, cori
- Paul Cammarata – batteria